# Pierre Augustin Dangeard
Pierre Clément Augustin Dangeard (Ségrie, 1862 — 1947) foi um botânico francês.